# Танийа Северная
Лямбда Большой Медведицы (λ UMa / λ Ursae Majoris / λ Большой Медведицы) — звезда в созвездии Большой Медведицы. Имеет традиционное название — Тания (Танийа) Северная (Tania Borealis), что означает «Вторая Северная».
Входит в астеризм Три прыжка газели, представляющий собой три пары звёзд: ν и ξ («первый прыжок»), λ и μ («второй прыжок»), ι и κ Большой Медведицы («третий прыжок»).
λ Большой Медведицы — белый субгигант спектрального класса A с видимой звёздной величиной +3,45. Удаление от Земли составляет приблизительно 134 световых года.